# コーニッシュ (日本のミュージシャン)
コーニッシュ（Conisch、1981年4月19日 - ）は、日本の作曲家、編曲家、音楽プロデューサー、ピアニスト、キーボーディスト。宙の音株式会社代表取締役社長 。早稲田大学系属早稲田実業学校高等部・桐朋学園音楽大学作曲科出身。

## 主な作品

### アニメ
- ポケットモンスター（2023年〜、OLM、監督：冨安大貴）[2]
- 名探偵ピカチュウ 〜モーニングルーティン〜（2023年、ポリゴン・ピクチュアズ）[1]
- 雪ほどきし二藍（2022年、WIT STUDIO、監督：山本健）[3][4]
- Sonny Boy（2021年、MADHOUSE、監督：夏目真悟）[5]
- プレイタの傷（2021年、GoHands）[6]
- バーティカルライズ（2021年、原案：勇夢将士 原作：黒曜燐）[7]
- ヘタリア World★Stars（2021年、スタジオディーン）
- 薄明の翼（2020年、スタジオコロリド、監督：山下清悟）[8]
- ネト充のススメ（2017年、SIGNAL.MD、原作：黒曜燐）
- ヘタリア The World Twinkle（2015年、スタジオディーン、監督：わたなべひろし）
- 絶滅危愚少女 Amazing Twins（2014年、エンカレッジフィルムズ）
- ヘタリア The Beautiful World（2013年、スタジオディーン、監督：わたなべひろし）
- 遊☆戯☆王ZEXAL II（2012年、ぎゃろっぷ）
- 遊☆戯☆王ZEXAL（2011年、ぎゃろっぷ）
- アップルシードXIII（2011年、プロダクションIG、監督：浜名孝行）
- ヘタリア World Series（2010年、スタジオディーン、監督：ボブ白旗）
- ヘタリア Axis powers（2009年、スタジオディーン、監督：ボブ白旗）
- ヒピラくん（2009年、サンライズ、原作：大友克洋、監督：木村真二）
- 鉄のラインバレル（2008年、GONZO、監督：日高政光）
- ひとひら（2007年、XEBEC M2）
- 湾岸ミッドナイト（2007年、A・C・G・T）
- ToHeart2（2005年、OLM）

### ドラマ
- Xmasの奇蹟（2009年、東海テレビ）
- 愛讐のロメラ（2009年、東海テレビ）
- 花衣夢衣（2008年、東海テレビ）
- 愛の迷宮（2007年、東海テレビ）
- 生徒諸君!（2007年、テレビ朝日）

### 劇場版
- Laced Silk（2022年、監督：Micha Strecker） - ベートーベン「月光」演奏
- 振り子（2015年、よしもと、主演：中村獅童、監督：竹永典弘）
- マルドゥック・スクランブル 第3部 排気（2012年、GoHands、原作・脚本、冲方丁、監督：工藤進）
- アップルシードXIII 遺言篇（2011年、原作：士郎正宗、監督：浜名貴行）
- アップルシードXIII 瞑想篇（2011年、原作：士郎正宗、監督：浜名貴行）
- マルドゥック・スクランブル 第2部 燃焼（2011年、GoHands、原作・脚本、冲方丁、監督：工藤進）
- マルドゥック・スクランブル 第1部 圧縮（2010年、GoHands、原作・脚本、冲方丁、監督：工藤進）
- 銀幕ヘタリア Axis Powers -Paint it, White（白くぬれ!）（2010年）

### 情報番組
- ひるおび（2022年〜、TBS） - オープニングテーマ曲「southern Heath Wind」
- 上田朋子のGoing My West（2017年、SBS RADIO） - テーマ曲
- 新・情報7daysニュースキャスター（2014年、TBS） - テーマ曲「CLIFF」
- お元気ですか日本列島（2011年、NHK） - テーマ曲「トロニー」
- ワールドニュースアワー（2010年、NHK BS1） - テーマ曲「SHINING SKY」
- ザ・ミュージックアワー（2010年、TBS） - テーマ曲
- ひるおび（2009年〜2022年、TBS） - オープニングテーマ曲「play Heath Wind」
- ひるおび（番組開始〜2009年、TBS） - オープニングテーマ曲「Heath Wind」
- 情報7days ニュースキャスター（2008年、TBS） - 「Look hard」、「the east beam」など

### バラエティ
- オレたち!クイズMAN（TBS） - 「Bat Flutters」

### CM、その他
- アートアクアリウム深圳(SHENZEHN)（2024年）　- テーマ曲・館内BGMを担当 [1]
- アートアクアリウム美術館GINZA（2024年）　- テーマ曲・館内BGMを担当 [1]
- 祝日本ぺルー国交150周年記念『彫刻 "風の舞"(武藤順九) 贈呈セレモニー』（2023年） [1][9]
- ポケモンワールドチャンピオンシップス2023アニメーションCM「キミに会えた！」 [1][10][11]
- Beauty Congress 2022（資生堂プロフェショナル）原田忠ヘアショー [1]
- BEAUTY EXPANSION（2021、資生堂） - 音楽担当 [12][1]
- スマホ用レースゲーム「ザ・峠 〜DRIFT KING 1980〜」PV（2021年）[1]
- 昭島市「昭和の森 武藤順九彫刻園」（2019年）[13][1]
- 昭和飛行機工業株式会社80周年記念曲（2017年） [1]
- JASRACについて（2017年、日本音楽著作権協会）- 音楽担当 [14]
- 葛城北の丸ホテル（2017年、ヤマハリゾート）- 音楽担当 [1][15]
- TOYOTA「The Future of Mobility」（2013年）- 音楽担当 [1]
- NHKスーパーハイビジョン水族館「氷の海の仲間たち」（2012年）- 音楽担当 [1]
- SHARP「シャープなるほど劇場・エアコン編」CM（2009年）[1]
- スバル「レガシィ」CM（2009年）[1]
- TBSブルーレイロゴ音楽（2009年）[1]
- 浅田真央・競技曲「幻想即興曲（ショパン）」ピアノ協奏曲編曲（2007年）[1]
- 野村不動産「PROUD TOWER」 PV『千代田富士見物語』（2007年）[1]
- ポケットモンスター子供用知育玩具「バルーンDEラッピング」CM（2006年）[1]
- ポケットモンスター「おふろシート」CM（2006年）[1]
- 銀座ファインケアクリニック CM（2004年）[1]
- Mako Restaurant TOKYO CM（2004年）[1]

### アニメ主題歌、挿入歌、キャラクターソング
- Prince Letter(s)!フロムアイドル デビューシングル『アイコトバ』（2022年） - 作曲 [1]
- Tel un minuscule printemps...（2013年、アニメ「The Beautiful World」挿入歌）- 作曲 [1]
- つばさ（2012年、アニメ「マルドゥック・スクランブル 排気」主題歌）- 編曲 [1]
- 韃靼人の踊り（2011年、アニメ「アップルシードXIII」主題歌）- 編曲 [1]
- アヴェ・マリア for Balot（2011年、アニメ「マルドゥック・スクランブル 燃焼」主題歌）- 編曲 [1]
- アメイジング・グレイス for Balot（2010年、アニメ「マルドゥック・スクランブル 圧縮」主題歌）- 編曲 [1]
- 悪魔をよびそうなイギリスのうた（ビゼー）（2010年、アニメ「ヘタリア」）- 編曲 [1]
- チダトモ音頭（2008年、絵本「オレたち、ともだち」のうた）- 作曲 [1]
- スマイル（2006年、アニメ「ひとひら」エンディング曲）- 作曲 [1]
- キミと出逢ってから（2006年、アニメ「プリンセス・プリンセス」主題歌）- 作曲 [1]
- ENTRUST（2005年、アニメ「LOVELESS」キャラクターソング）- 作曲 [1]
- このみち（2005年、アニメ「びんちょうタン」キャラクターソング）- 作曲 [1]
- この星ひとつ（2005年、アニメ「びんちょうタン」キャラクターソング）- 作曲 [1]

### 吹奏楽曲
- クラリネット協奏曲『流響のロワール』（2023年） [16][17]
- 吹奏楽の為の交響譚『饂飩讃頌（Udon Anthem）』（2022年） [18]

### オペラ
- バ・ロックオペラ『愛の告白』（2015年） [1]
- バ・ロックオペラ『高山右近』（2012年） [1]

### ピアノ三重奏
- Viva Appia!!（2018年） [1]
- SAY DOUGT（2018年） [1]

### 合唱曲
- 友よ（2020年、正進社コーラスフェスティバル収載）- 作詞・作曲 [1][19]